# Африканские древесницы
Африканские древесницы (лат. Leptopelis) — род бесхвостых земноводных из семейства пискуний, единственный в подсемействе Leptopelinae.

## Описание

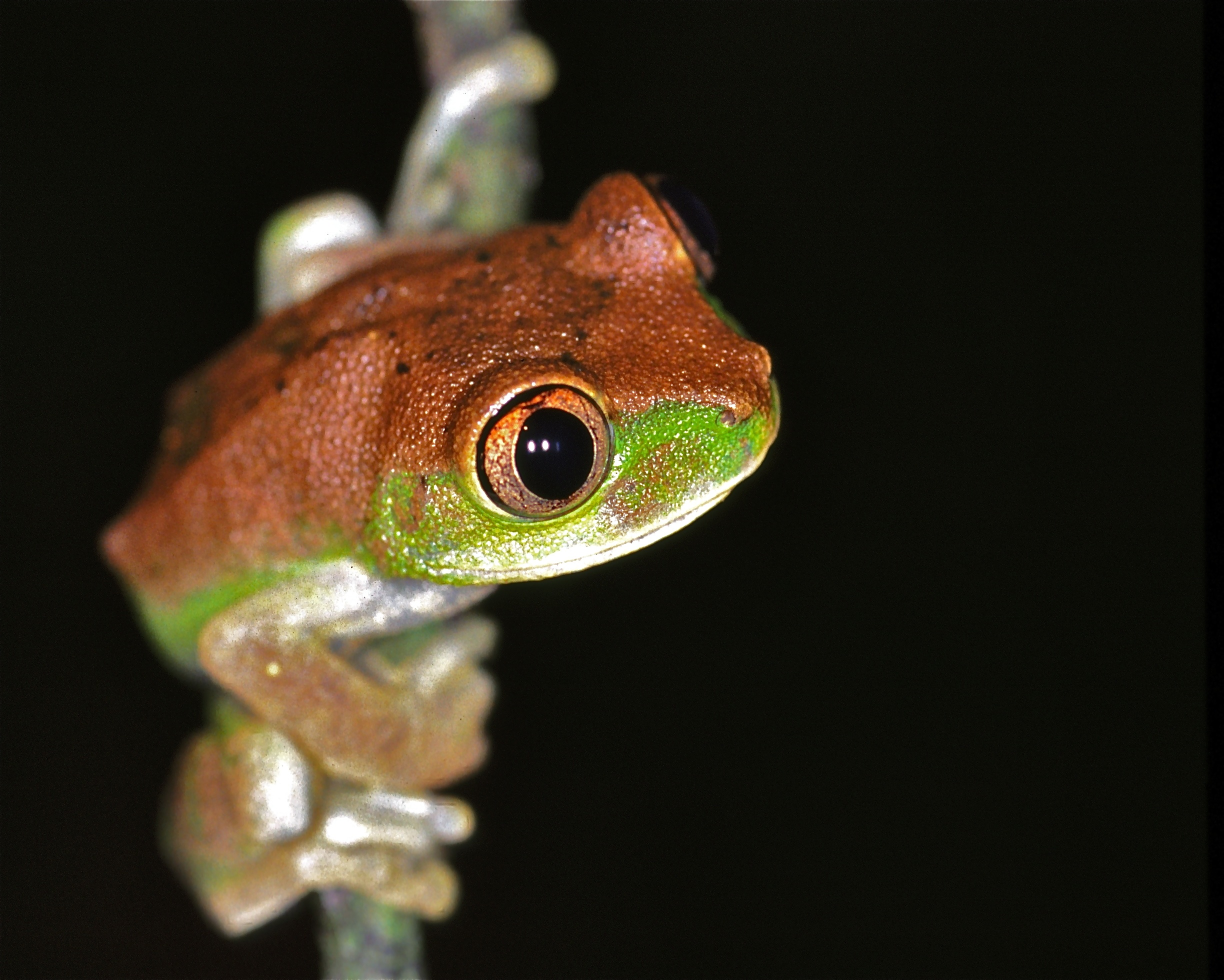
Моллюскоядная древесница

Средняя длина представителей этого рода колеблется от 26 до 42 мм, однако перепончатая древесница может достигать 87 мм. Наблюдается половой диморфизм — самки крупнее самцов. По внешнему виду напоминают квакш. Голова большая и широкая, барабанная перепонка ярко выражена. Глаза очень большие, навыкате, с вертикальными зрачками. Кожа гладкая, глянцевая. Между основаниями пальцев на задних конечностях имеются небольшие перепонки. Концы пальцев расширены в диски-присоски. Есть исключения: несколько видов перешли к наземному образу жизни и приобрели внешний вид жаб, потеряв перепонки на лапах и пальцевые диски.
У многих видов отмечаются две цветовые вариации: зелёная и коричневая.

## Образ жизни
В основном, это древесные лягушки, но некоторые виды, особенно в засушливых районах, являются наземными или даже зарываются в грунт. Активны ночью, питаются мелкими беспозвоночными.

## Размножение
Это яйцекладущие земноводные. Размножение обычно начинается в начале сезона дождей. Самцы во время брачного периода издают звуки, напоминающие щелчки или писк, сидя на кустарниках или деревьях на высоте метр или более над землёй. Самки откладывают яйца как в воду, так и во влажную почву или мох. Развитие включает свободноживущую стадию головастика, за исключением моллюскоядной древесницы, крупные яйца которой предполагают, что развитие может быть прямым (т.е. стадия головастика отсутствует, из яиц вылупляются маленькие лягушата).

## Распространение
Обитают к югу от Сахары за исключением юго-западных засушливых районов. Наблюдается два центра видового разнообразия рода: зона экваториальных лесов на западе Африки и зона саванн на востоке. Соответственно, выделяют группу лесных видов и группу видов открытых пространств, которые несколько отличаются в биологии. 

## Классификация
На январь 2023 года в род включают 56 видов:
- Leptopelis anchietae (Bocage, 1873) — Ангольская древесница
- Leptopelis anebos Portillo & Greenbaum, 2014
- Leptopelis argenteus (Pfeffer, 1893)
- Leptopelis aubryi (Dumeril, 1856) — Малая древесница
- Leptopelis aubryioides (Andersson, 1907)
- Leptopelis bequaerti Loveridge, 1941 — Либерийская древесница
- Leptopelis bocagii (Gunther, 1865) — Роющая древесница
- Leptopelis boulengeri (Werner, 1898) — Древесница Буланже
- Leptopelis brevirostris (Werner, 1898) — Моллюскоядная древесница
- Leptopelis broadleyi (Poynton, 1985)
- Leptopelis bufonides Schiotz, 1967 — Жабовидная древесница
- Leptopelis calcaratus (Boulenger, 1906) — Черноногая древесница
- Leptopelis christyi (Boulenger, 1912) — Кустарниковая древесница
- Leptopelis concolor Ahl, 1929
- Leptopelis cynnamomeus (Bocage, 1893)
- Leptopelis diffidens Tiutenko & Zinenko, 2021
- Leptopelis fenestratus Laurent, 1972 — Заирская древесница
- Leptopelis fiziensis Laurent, 1973 — Темнозернистая древесница
- Leptopelis flavomaculatus (Gunther, 1864) — Кошачья древесница
- Leptopelis gramineus (Boulenger, 1898) — Абиссинская древесница
- Leptopelis grandiceps Ahl, 1929
- Leptopelis jordani Parker, 1936
- Leptopelis karissimbensis Ahl, 1929 — Долинная древесница
- Leptopelis kivuensis Ahl, 1929 — Болотная древесница
- Leptopelis lebeaui (De Witte, 1933)
- Leptopelis mackayi Kohler et al., 2006
- Leptopelis macrotis Schiotz, 1967 — Большеухая древесница
- Leptopelis marginatus (Bocage, 1895)
- Leptopelis millsoni (Boulenger, 1895) — Полосатая древесница
- Leptopelis modestus (Werner, 1898) — Экваториальная древесница
- Leptopelis mossambicus Poynton, 1985
- Leptopelis mtoewaate Portillo & Greenbaum, 2014
- Leptopelis natalensis (Smith, 1849) — Натальская древесница
- Leptopelis nordequatorialis Perret, 1966 — Камерунская древесница
- Leptopelis notatus (Peters, 1875) — Блестящая древесница
- Leptopelis occidentalis Schiotz, 1967 — Бамбуковая древесница
- Leptopelis ocellatus (Mocquard, 1902) — Глазчатая древесница
- Leptopelis oryi Inger, 1968
- Leptopelis palmatus (Peters, 1868) — Перепончатая древесница
- Leptopelis parbocagii Poynton & Broadley, 1987
- Leptopelis parkeri Barbour & Loveridge, 1928 — Древесница Паркера
- Leptopelis parvus Schmidt & Inger, 1959 — Крохотная древесница
- Leptopelis ragazzii (Boulenger, 1896) — Эфиопская древесница
- Leptopelis rufus Reichenow, 1874
- Leptopelis rugosus (Ahl, 1924)
- Leptopelis shebellensis Goutte et al., 2022
- Leptopelis spiritusnoctis Rodel, 2007
- Leptopelis susanae Largen, 1977 — Горная древесница
- Leptopelis uluguruensis Barbour & Loveridge, 1928 — Танганьикская древесница
- Leptopelis vannutellii (Boulenger, 1898)
- Leptopelis vermiculatus (Boulenger, 1909) — Танзанийская древесница
- Leptopelis viridis (Gunther, 1869) — Саванная древесница
- Leptopelis xeniae — Goutte et al., 2022
- Leptopelis xenodactylus Poynton, 1963 — Длиннопалая древесница
- Leptopelis yaldeni Largen, 1977 — Степная древесница
- Leptopelis zebra Amiet, 2001

## Галерея

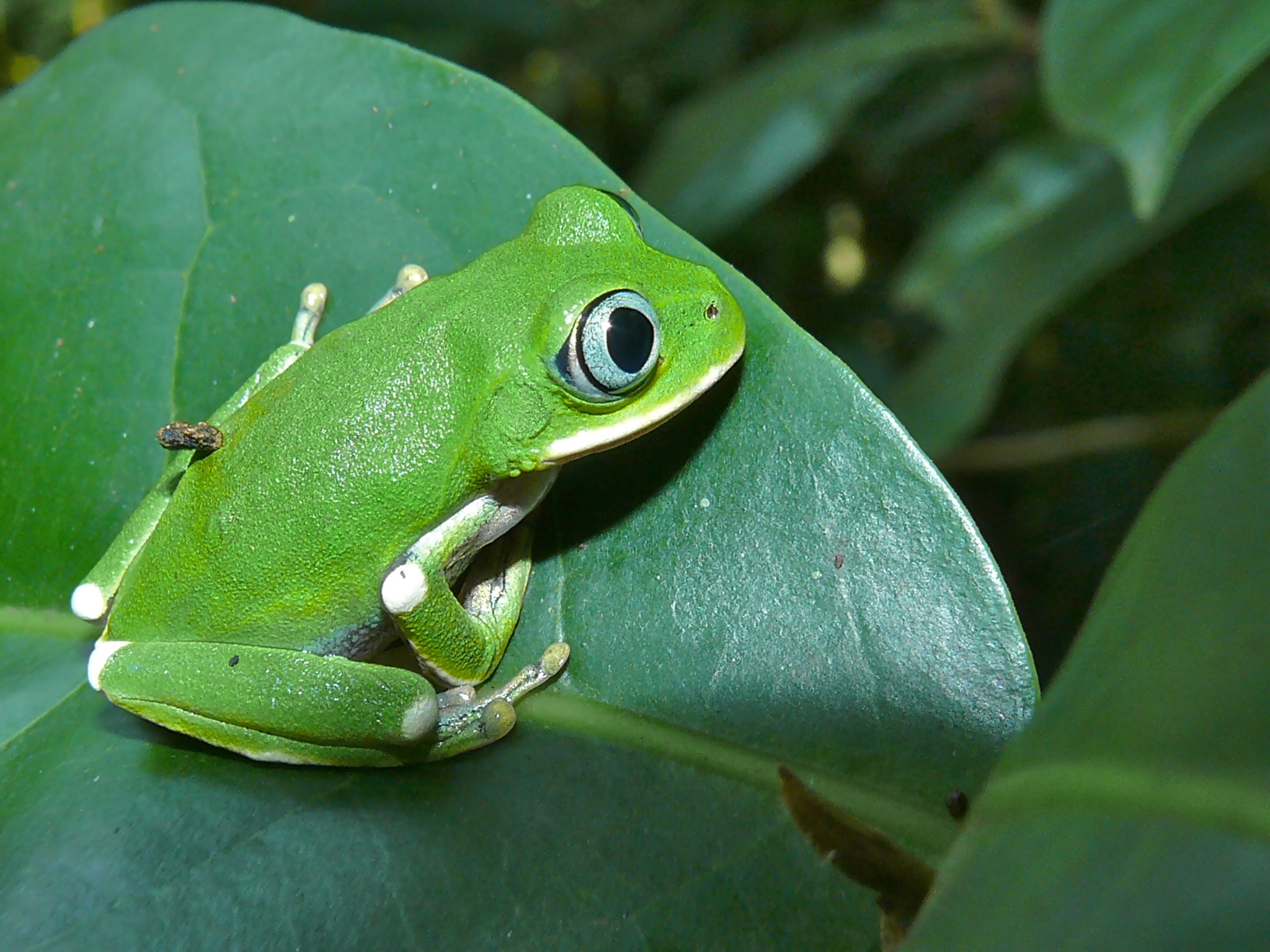
Болотная древесница
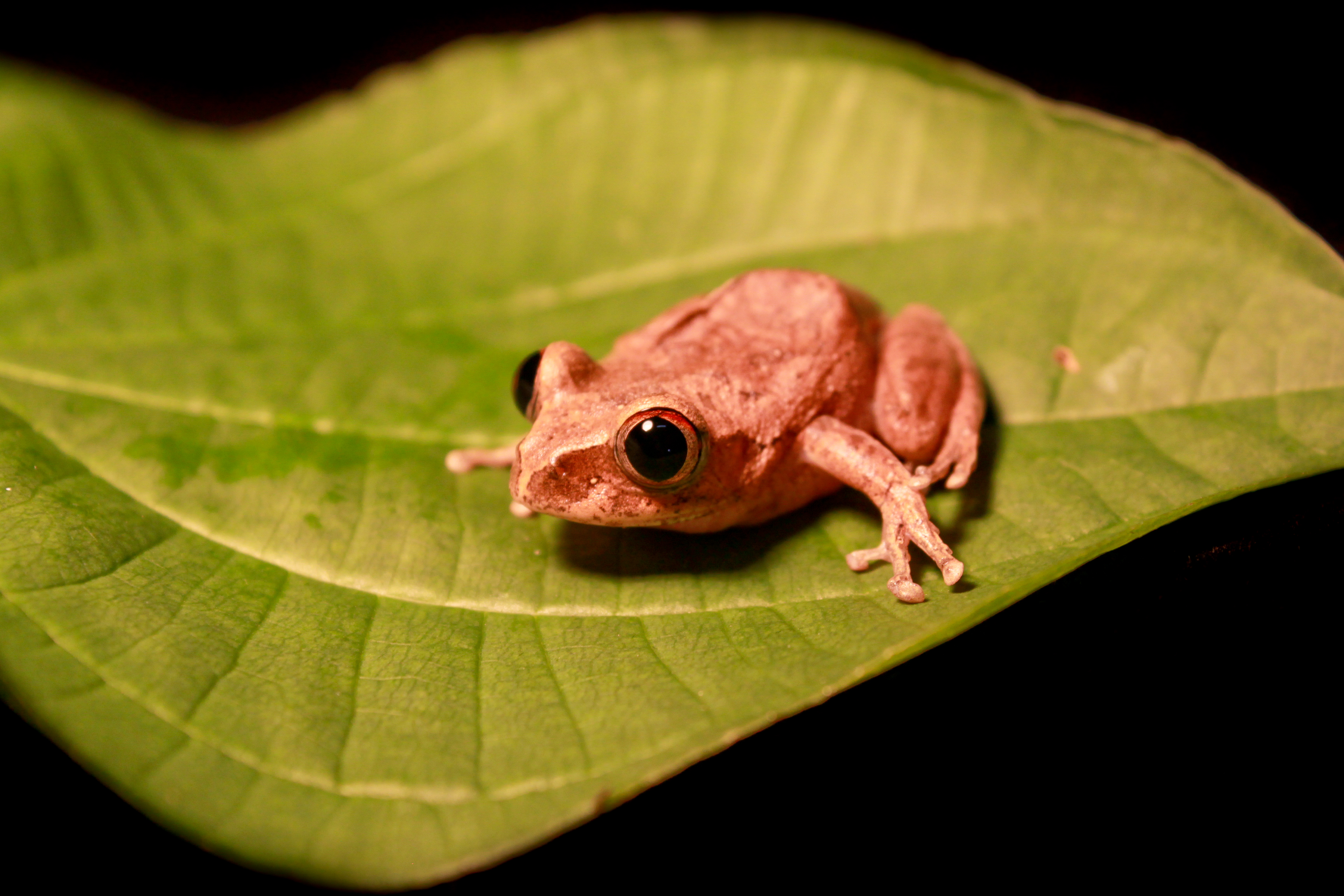
Малая древесница
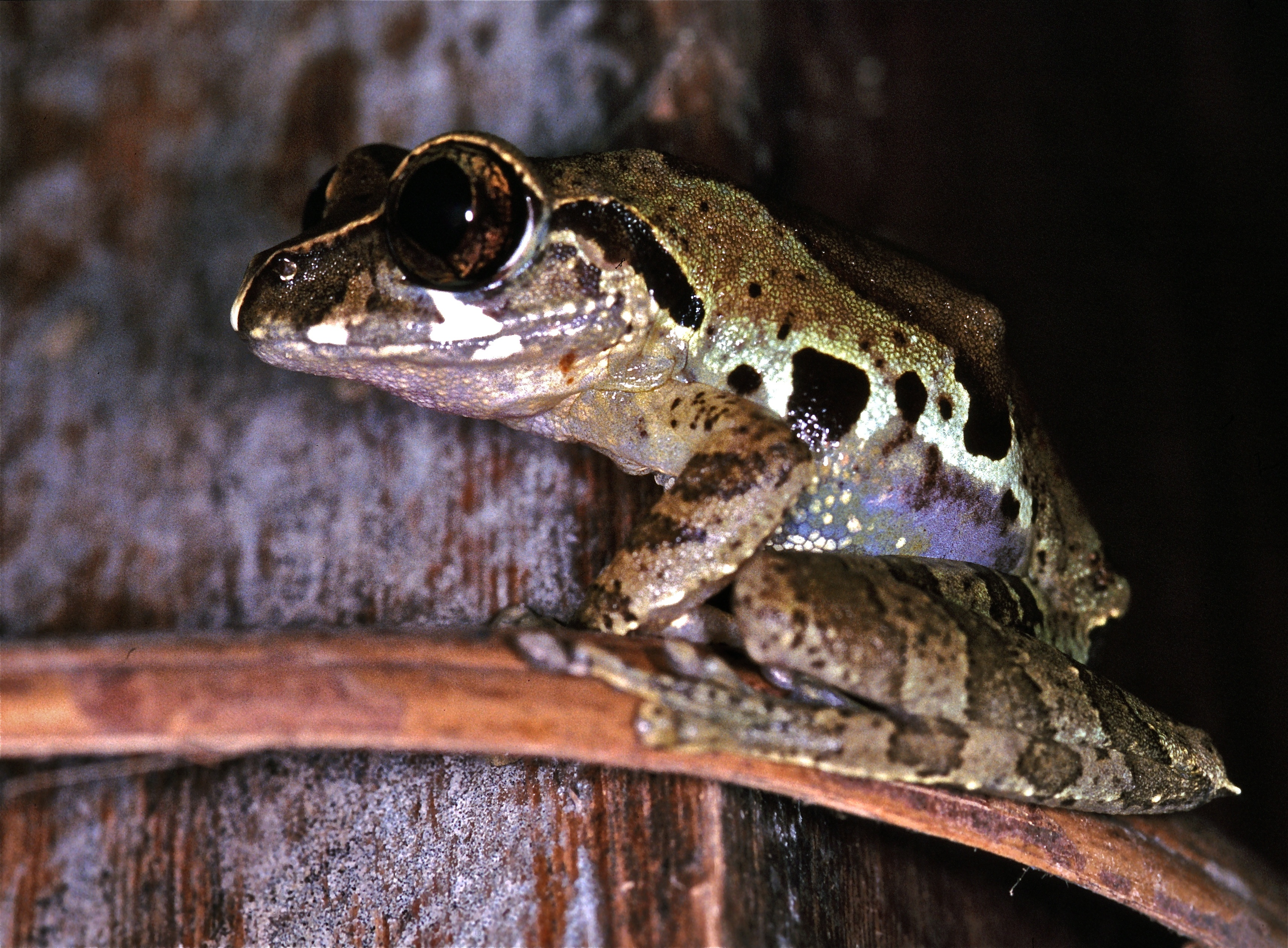
Черноногая древесница
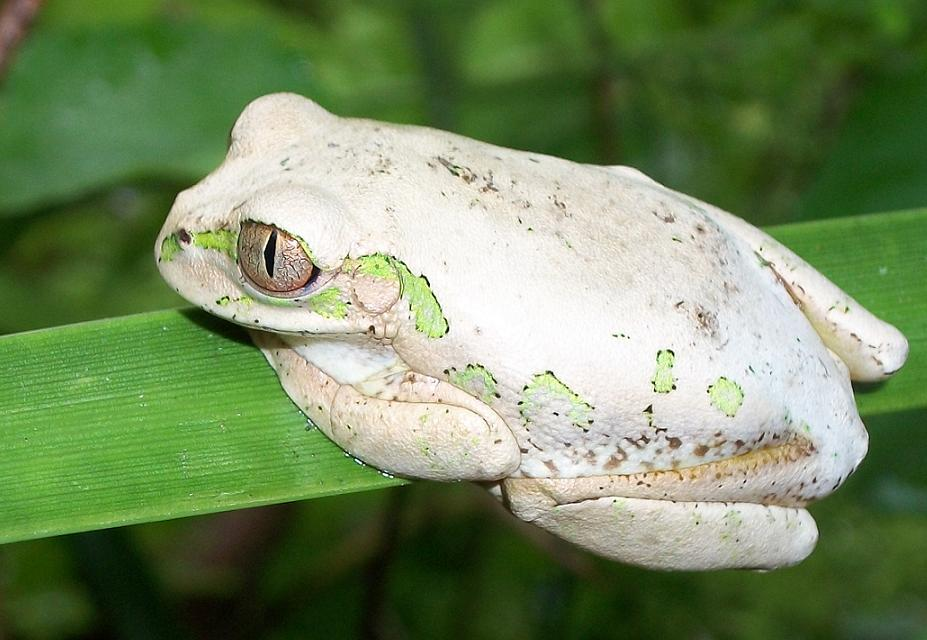
Натальская древесница
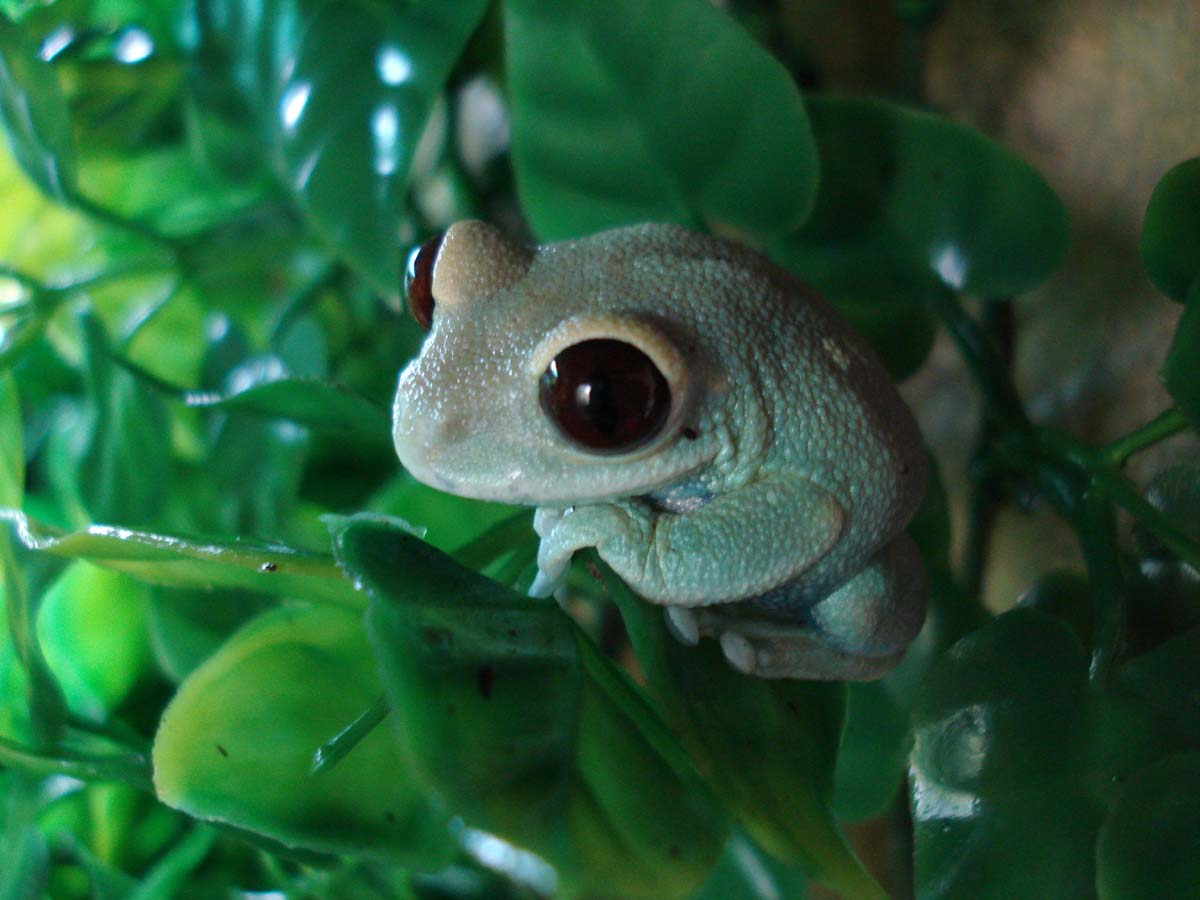
Танганьикская древесница
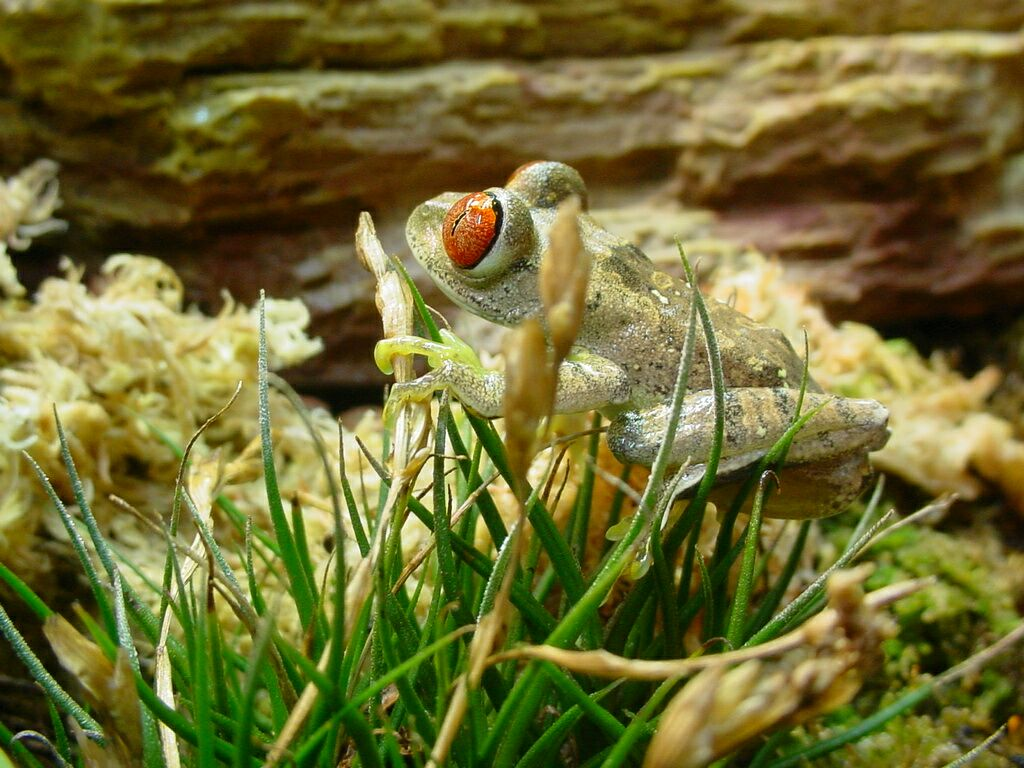
Древесница Паркера